# Leonardo Sciascia

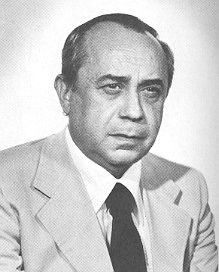
Leonardo Sciascia

Leonardo Sciascia ([leoˈnardo ˈʃaːʃa]) (* 8. Januar 1921 in Racalmuto; † 20. November 1989 in Palermo) war ein italienischer Schriftsteller. Er wurde bekannt durch seine Kriminalromane, die häufig in seiner sizilianischen Heimat spielen und die Mafia thematisieren. Er galt als einer der bedeutendsten zeitgenössischen Vertreter der sizilianischen Literatur und mischte sich häufig in kulturelle und politische Debatten ein. Als Politiker saß er im Stadtrat von Palermo, in der Camera dei deputati und im Europaparlament.

## Leben
Leonardo Sciascia wurde an der Fachhochschule für Lehrer in Caltanissetta ausgebildet. Er war Angestellter der Behörde für Getreidespeicherung in seinem Heimatort Racalmuto in der Nähe von Agrigent. Von 1949 bis 1957 arbeitete er dort als Volksschullehrer. 1975 wurde er als unabhängiger Kandidat über die Liste des Partito Comunista Italiano (PCI) in den Stadtrat von Palermo gewählt, 1977 trat er von seinem Posten zurück. 1979 wurde er als Abgeordneter des Partito Radicale bis 1983 ins italienische Abgeordnetenhaus und für kurze Zeit auch in das Europaparlament gewählt.
Mit dem 1961 erschienenen Roman Der Tag der Eule wurde Leonardo Sciascia berühmt. Der Autor wurde bald als bedeutendster lebender sizilianischer Schriftsteller angesehen und als „Gewissen der italienischen Gesellschaft“, das seine Stimme in vielen kulturellen und politischen Debatten des Landes erhob. Das Buch rückte die Problematik der Mafia über die Grenzen Italiens hinaus ins öffentliche Bewusstsein und gilt als erste literarische Behandlung der Mafia. Laut Manfred Hardt entwickelte Sciascia in seinen Romanen „eine neue Form von kritischem Realismus“, in der er innerhalb des Genres des Kriminalromans Erzählung mit Argumentation und Essay verknüpfte, um an die Tradition der Aufklärung anzuknüpfen.
In Sciascias Werken werden neben gesellschaftlichen Strukturen insbesondere politische Machtsysteme behandelt und aufgegriffen, vom faschistischen bis zum christdemokratischen Italien, von den italienischen Machtverhältnissen und gesellschaftlichen Verhältnissen der Macht im Allgemeinen. Justiz, Richteramt und Kommissare bilden häufige Charaktere. Die Frage der Schuld und Unschuld nimmt ebenso wie überhandnehmende Verstrickungen in den Erzählungen und Romanen eine zentrale Position ein. Die Analyse der Machtverhältnisse anhand eines Tatsachengegenstandes findet sich schließlich in Die Affäre Moro, 1989 auf Deutsch erschienen.
Trotz seines literarischen Engagements gegen die Mafia diskreditierte er in einem Artikel im Corriere della Sera (10. Januar 1987) die Antimafiabewegung um die Staatsanwälte Antonino Caponnetto, Giovanni Falcone, Paolo Borsellino, Leonardo Guarnotta und Giuseppe Di Lello mit den Worten „Heute brauche man nur einen Prozess gegen die Mafia zu leiten, um Karriere zu machen“. Er bezweifelte die Aussagekraft der Überläufer (pentiti) wie Tommaso Buscetta, die dem Antimafiapool so viele Erfolge beschert hatten. Seine Polemik und die Kritik anderer Zeitungen trugen dazu bei, dass die Strategie zentralisierter Ermittlungen gegen die Cosa Nostra Palermos und Italiens ein Jahr später aufgegeben wurde.
Zu seinem Artikel und den heftigen Reaktionen darauf meinte er später:

„Als erster in der italienischen Literatur habe ich kein verteidigendes Bild des Phänomens Mafia gezeichnet, allerdings immer mit dem Vorbehalt, dass es nicht damit endet, sie mit den gleichen Mitteln zu bekämpfen, mit denen sie der Faschismus bekämpft hat (also eine Mafia gegen die andere) […], in diesem Sinne habe ich die Artikel im Corriere della Sera verfasst. Und daraus ist eine wilde Polemik entfacht, man hat mich gar beschuldigt, den Kampf gegen die Mafia zu schwächen und sozusagen ihre Existenz zu fördern.“

1986 erhielt er für sein bei Sellerio Editore in Palermo herausgegebenes Buch Cronachette den Premio Bagutta. Mehrere seiner Bücher wurden verfilmt.

## Ehrungen
- Der 1994 entdeckte Asteroid (12380) Sciascia wurde am 4. Mai 2004 nach Leonardo Sciascia benannt.[5]
- Am 8. Januar 2020 wurde die Biblioteca Comunale di Palermo nach ihm benannt.[6]

## Werke (Auswahl)
- Opere 1956–1971 1971–1983 1984–1989. Hrsg. von Claude Ambroise. 3 Bände. Mailand 1987–1990.
- Le favole della dittatura. Rom 1950.
- La Sicilia, il suo cuore. Rom 1952.
- Pirandello e il pirandellismo. Caltanissetta 1953.
- Le parrocchie di Regalpetra. Bari 1956/1957
  - Salz, Messer und Brot.  Sizilianische Geschichten. Übersetzung Sigrid Vagt. Paul Zsolnay, Wien 2002, ISBN 3-552-05210-0.
  - Einmal in Sizilien. Übersetzung Sigrid Vagt. Wagenbach, Berlin 2021, ISBN 978-3-8031-1360-3.
- Gli zii di Sicilia. Caltanissetta 1958
  - Sizilianische Verwandtschaft : 4 Erzählungen. Nachwort Nino Erné. Übersetzung Caesar Rymarowicz, Nino Erné. Steinhausen, München 1980, ISBN 3-8205-0455-9.
- Il giorno della civetta. Turin 1961
  - Der Tag der Eule. Übersetzung Arianna Giachi. Olten, Freiburg 1964, ISBN 3-7466-1656-5.
- Il consiglio d’Egitto. Turin 1963
  - Der Abbé als Fälscher. Übersetzung und Nachwort Arianna Giachi. Olten, Freiburg 1967, ISBN 3-548-20212-8.
  - Das ägyptische Konzil. Übersetzung Monika Lustig, Nachwort Maike Albath. Die Andere Bibliothek, Berlin 2016.
- Morte dell’Inquisitore. Bari 1964.
- L’Onorevole. Turin 1965.
- Feste religiose in Sicilia. (Fotografien von Ferdinando Scianna), Bari 1965.
- A ciascuno il suo. Turin 1966.
  - Tote auf Bestellung. Übersetzung Arianna Giachi. Olten, Freiburg 1968, ISBN 3-7466-1716-2.
- Narratori in Sicilia (zusammen mit S. Guglielmino), Mailand 1967.
- Recitazione della controversia liparitana dedicata ad A.D. Turin 1969.
- La corda pazza. Turin 1970.
- Atti relativi alla morte di Raymond Roussel. Palermo 1971.
- Il contesto. Turin 1971.
  - Tote Richter reden nicht : eine Parodie. Übersetzung Helene Moser. Benziger, Köln 1974, ISBN 3-545-36187-X auch unter dem Titel Die Macht und ihr Preis : eine Parodie. 1978.
  - Der Zusammenhang. ISBN 3-7466-1787-1.
- Il mare colore del vino. Turin 1973.
  - Das weinfarbene Meer : Erzählungen. Übersetzung Egon Wiszniewsky. Volk und Welt, Ost-Berlin  1975
  - Das weinfarbene Meer. Übersetzung Sigrid Vagt. Wagenbach, Berlin 1997, 2003, 2009, 2016, ISBN 978-3-8031-1319-1.
- Todo modo. Turin 1974
  - Todo modo oder das Spiel um die Macht. Übersetzung Hansjörg Hofer. Benziger, Köln 1977, ISBN 3-423-11168-2.
- Luciano e le fedi (Prefazione ai Dialoghi di Luciano). Turin 1974.
- La scomparsa di Majorana. Turin 1975
  - Der Fall Majorana. Nachwort Lea Ritter-Santini. Übersetzung Ruth Wright, Ingeborg Brandt. Seewald, Stuttgart 1978, ISBN 3-512-00476-8.
  - Das Verschwinden des Ettore Majorana. ISBN 3-8031-1218-4.
- I pugnalatori. Turin 1976.
  - Die Messerstecher. In: Hexengericht. Zürich/Köln 1986, ISBN 3-545-36433-X.
- Candido, ovvero un sogno fatto in Sicilia. Turin 1977.
  - Candido oder ein Traum in Sizilien. Übersetzung Heinz Riedt. Benziger, Köln 1979, ISBN 3-545-36301-5.
- L’affaire Moro. Palermo 1978.
  - Die Affäre Moro. Übersetzung, Nachwort Peter O. Chotjewitz. Autorenedition im Athenäum-Verlag, Königstein/Ts. 1979, ISBN 3-7610-0545-8.
  - Die Affaire Moro. Ein Roman. Neuübersetzung Monika Lustig, mit einem Essay von Fabio Stassi. Edition Converso, Karlsruhe 2023, ISBN 978-3-949558-18-4.
- Nero su nero. Turin 1979
  - Schwarz auf schwarz. Übersetzung Carola Diering. Zsolnay, Darmstadt 1988, ISBN 3-423-11328-6.
- Dalla parte degli infedeli. Palermo 1979.
  - Der Titularerzbischof. In: Hexengericht. Zürich / Köln 1986, ISBN 3-545-36433-X.
- Il teatro della memoria. Turin 1981.
  - Aufzug der Erinnerung. Übersetzung Jutta Linder. Benziger, Köln 1984, ISBN 3-545-36392-9.
- Conversazioni in una stanza chiusa. (mit Davide Lajolo), Mailand 1981.
- Kermesse. Palermo 1982.
- La sentenza memorabile. Palermo 1982.
  - Ein denkwürdiges Urteil. In: Aufzug der Erinnerung. Zürich/Köln 1984, ISBN 3-545-36392-9.
- Cruciverba. Turin 1983.
- Cronachette. Sellerio Editore, Palermo 1985.
- Per un ritratto dello scrittore da giovane. Palermo 1985.
- La strega e il capitano. Mailand 1986.
  - Das Hexengericht : 3 Erzählungen. Übersetzung Christine Wolter. Benziger, Köln  1986, ISBN 3-545-36433-X.
  - 1912 + 1 : Erzählung. Übersetzung Peter O. Chotjewitz. Dt. Taschenbuch-Verlag, München 1991, ISBN 3-423-11337-5.
- Porte aperte. Mailand 1987.
  - Man schläft bei offenen Türen : Erzählung. Übersetzung Peter O. Chotjewitz. Zsolnay, Darmstadt 1989, ISBN 3-423-11406-1.
- Il cavaliere e la morte. Mailand 1988
  - Der Ritter und der Tod  : ein einfacher Fall. Übersetzung Peter O. Chotjewitz. Zsolnay, Darmstadt 1988, ISBN 3-8031-2256-2.
- Ore di Spagna. Pungitopo, Marina di Patti 1988.
- Alfabeto pirandelliano. Mailand 1989.
- Una storia semplice. Mailand 1989.
  - Ein einfacher Fall. In: Der Ritter und der Tod/Ein einfacher Fall. Wien/Darmstadt 1990, ISBN 3-552-04227-X.
- Fatti diversi di storia letteraria e civile. Palermo 1989.
- A futura memoria (se la memoria ha un futuro). Mailand 1989.
- Occhio di capra. Adelphi Edizioni, Milano 1990, ISBN 88-459-0768-6. (Kurze Kommentierungen racalmutesischer Redensarten und Originale, in den Wortspielen wohl nicht übersetzbar).[7]
- Mein Sizilien (Aufsätze). Übersetzung Martina Kempter, Sigrid Vagt. Wagenbach, Berlin 1995, ISBN 3-8031-1152-8.

### Verfilmungen (Auswahl)
Drehbuch
- 1962: Heirat auf sizilianisch (La smania addosso)
- 1977: Grand hôtel des palmes
- 1989: Társasjáték (ung. TV)

Literarische Vorlage
- 1967: Zwei Särge auf Bestellung (A ciascuno il suo)
- 1968: Der Tag der Eule (Il giorno della civetta)
- 1976: Die Macht und ihr Preis (Cadaveri eccellenti)
- 1976: Todo modo
- 1990: Gesellschaftsspiele (Gioco di societa)
- 1990: Offene Türen (Porte aperte)
- 1991: Ein einfacher Fall (Una storia semplice)

### Hörspiel
- Die Mafiosi, WDR 1975
- Jagd auf sizilianisch (A ciascuno il suo), Rundfunk der DDR 1988, mit Martin Seifert
- Der Tag der Eule (Il giorno della civetta), WDR 2002, mit Dietmar Mues

### Essays auf Italienisch
- Sebastiano Gesù (Hrsg.): Leonardo Sciascia. Giuseppe Maimone Editore, Catania 1992.
- Sarah Zappulla Muscarà (Hrsg.): Narratori siciliani del secondo dopoguerra. Giuseppe Maimone Editore, Catania 1990.
- Sebastiano Gesù (Hrsg.):  Cadaveri eccellenti. Giuseppe Maimone Editore, Catania, 1992.
- V. Fascia, F. Izzo, A. Maori: La memoria di carta: Bibliografia delle opere di Leonardo Sciascia. Edizioni Otto/Novecento, Mailand 1998.
- V. Vecellio (Hrsg.): L’uomo solo: L’Affaire Moro di Leonardo Sciascia. Edizioni La Vita Felice, Mailand 2002
- V. Vecellio: Saremo perduti senza la verità. Edizioni La Vita Felice, Mailand 2003.
- G. Jackson: Nel labirinto di Sciascia. Edizioni La Vita Felice, Mailand 2004.
- L. Palazzolo: Leonardo Sciascia deputato radicale 1979–1983. Kaos edizioni, 2004.
- L. Pogliaghi (Hrsg.): Giustizia come ossessione: forme della giustizia nella pagina di Leonardo Sciascia. Edizioni La Vita Felice, Mailand 2005.
- M. D’Alessandra, S. Salis (Hrsg.): Nero su giallo: Leonardo Sciascia eretico del genere poliziesco. Edizioni La Vita Felice, Mailand 2006.